# Gizab (dystrykt)
Gizab – miasto i powiat w środkowym Afganistanie, nad rzeką Helmand. Do 2004 roku leżało w prowincji Oruzgan, w latach 2004–2006 w Dajkondi, od 2006 znów w Oruzganie. Populacja wynosi około 56 tys. mieszkańców. Większość etniczną stanowią Pasztuni.